# Дін Юньпен
Дін Юньпен (*丁雲鵬, бл. 1547 —1628) — китайський художник часів династії Мін.

## Життєпис
Походив з родини вчених. Народився у м. Сюнін (провінція Аньхой). Замолоду виявив хист до малювання, втім невідомо де і в кого навчався. Практично усе життя провів в рідному місті, де уславився в портретному і пейзажному живописі. На знак визнання його таланту відомий теоретик живопису того часу Дун Цичана подарував йому печатку з вирізаними ієрогліфами хао-шен гуань 毫生館 («оселя пензля»). Наприкінці життя зустрічався з місіонером Маттео Річчі. Помер у 1628 році.

## Творчість
Спочатку наслідував стилю Цю Їна та художників епохи Тан, згодом виробив власний. Найбільше уславився творами станкового живопису баймяо (白描, «контур на білому»), де переважно зображував будд та бодхісатв, даоських персонажей. У його виконанні Будда (сувій 1604 року з Тяньцзінського музею), оповитий білою тканиною і природно сидить у напівоберта до глядача на підстилці з листя. Подовжені мочки вух майже вкриті довгими пасмами волосся, розрідженого лише на тімені з ледь помітною опуклістю — ушнішей. Обличчя видається занадто широким, зарослим густими вусами і бородою. Помітні в його рисах напружені роздуми, які вирішилися досягненням стану будди. В також стилі зображена бодхісатва Гуаньінь («П'ять форм бодхісатви Гуаньінь», 1580 року).

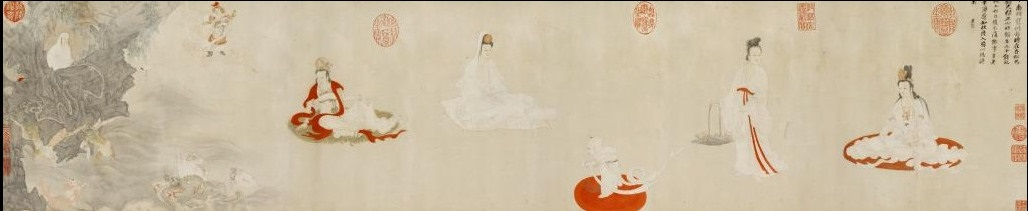
П'ять форм бодхісатви Гуаньінь
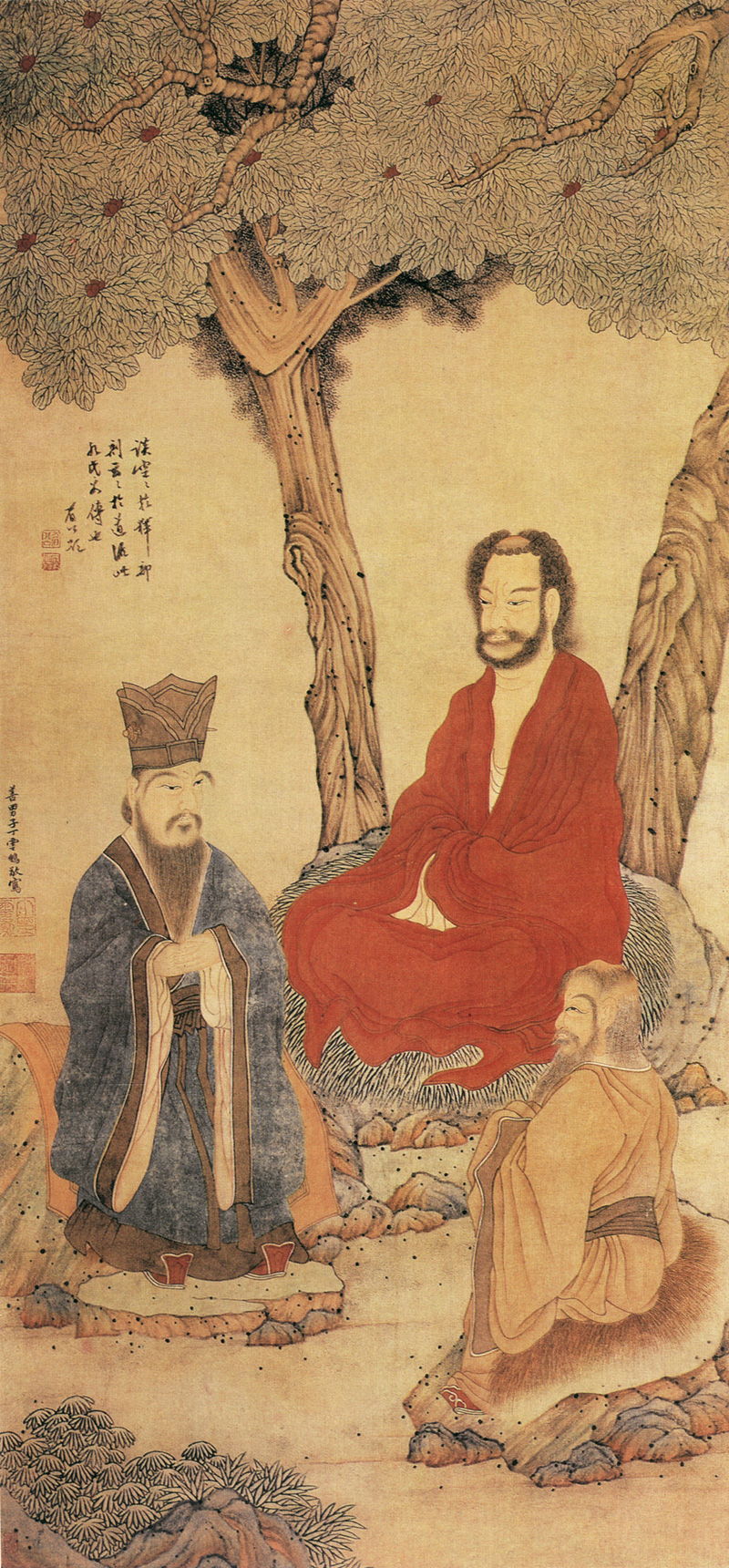
Конфуцій, Лао-цзі і буддійський архат
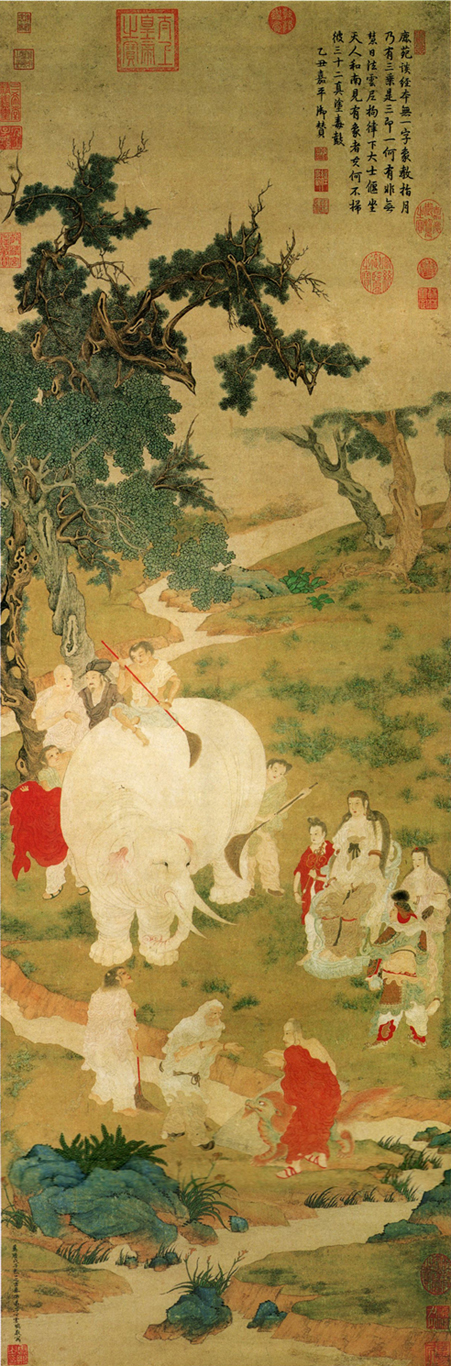
Обмітання білого слона